# Mago intentus
Espèce
Mago intentus est une espèce d'araignées aranéomorphes de la famille des Salticidae.

## Distribution
Cette espèce est endémique d'Amazonie. Elle n'est connue que par son mâle holotype découvert par James William Helenus Trail probablement au Brésil.

## Description
Le mâle décrit par Ruiz, Maddison et Galiano en 2019 mesure 3,37 mm.

## Publication originale
- O. Pickard-Cambridge, 1882 : On new genera and species of Araneidea. Proceedings of the Zoological Society of London, vol. 1882, p. 423-442 (texte intégral).